# Tamás Meszerics
Dans le nom hongrois Meszerics Tamás, le nom de famille précède le prénom, mais cet article utilise l’ordre habituel en français Tamás Meszerics, où le prénom précède le nom.
Tamás Meszerics (né le 4 décembre 1964 à Győr) est un homme politique hongrois, membre de La politique peut être différente.

## Biographie

### Formation
Il est historien et a principalement étudié la théorie de la démocratie, l'histoire de la diplomatie et du renseignement, la collaboration et la résistance au XXe siècle.

### Parlement européen
Lors des élections européennes de 2014, il a été élu au Parlement européen, où il siège au sein du groupe des Verts/Alliance libre européenne.